# Austrodecus elegans
Austrodecus elegans är en havsspindelart som beskrevs av Stock, J.H. 1957. Austrodecus elegans ingår i släktet Austrodecus och familjen Austrodecidae. Inga underarter finns listade.